# فضة مذهبة

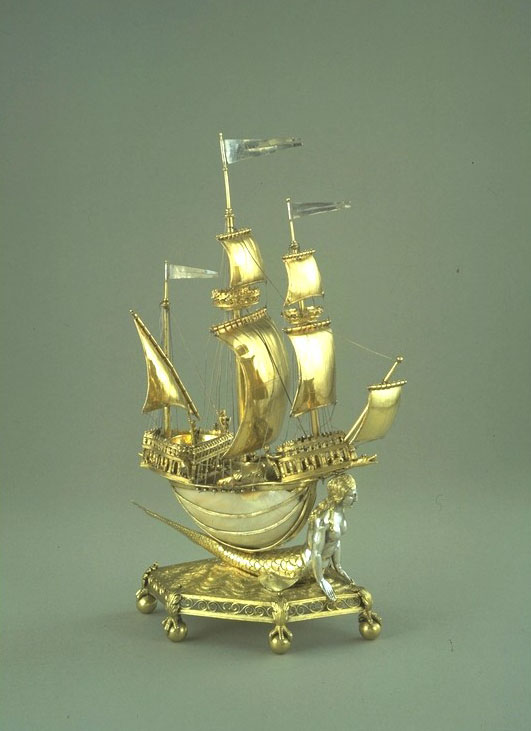
سفينة شراعية مصنوعة من الفضة المذهبة يعود تاريخ صنعها إلى القرن السادس عشر؛ وهي معروضة في متحف فكتوريا وألبرت في لندن.

الفضة المذهبة (أو الفضة المطلية بالذهب) هي الفضة المكسوة بطبقة من الذهب. تتم العملية بعدة وسائل تذهيب، لكنها تجرى في الوقت الحالي بأسلوب الطلي الكهربائي.
تستخدم الفضة المذهبة على سبيل المثال في صناعة الميداليات الذهبية في منافسات الألعاب الأولمبية.